# Tomotaka Fukagawa
Tomotaka Fukagawa (深川 友貴, Fukagawa Tomotaka) est un footballeur japonais né le 24 juillet 1972.